# Timothy McCarthy (Seemann)

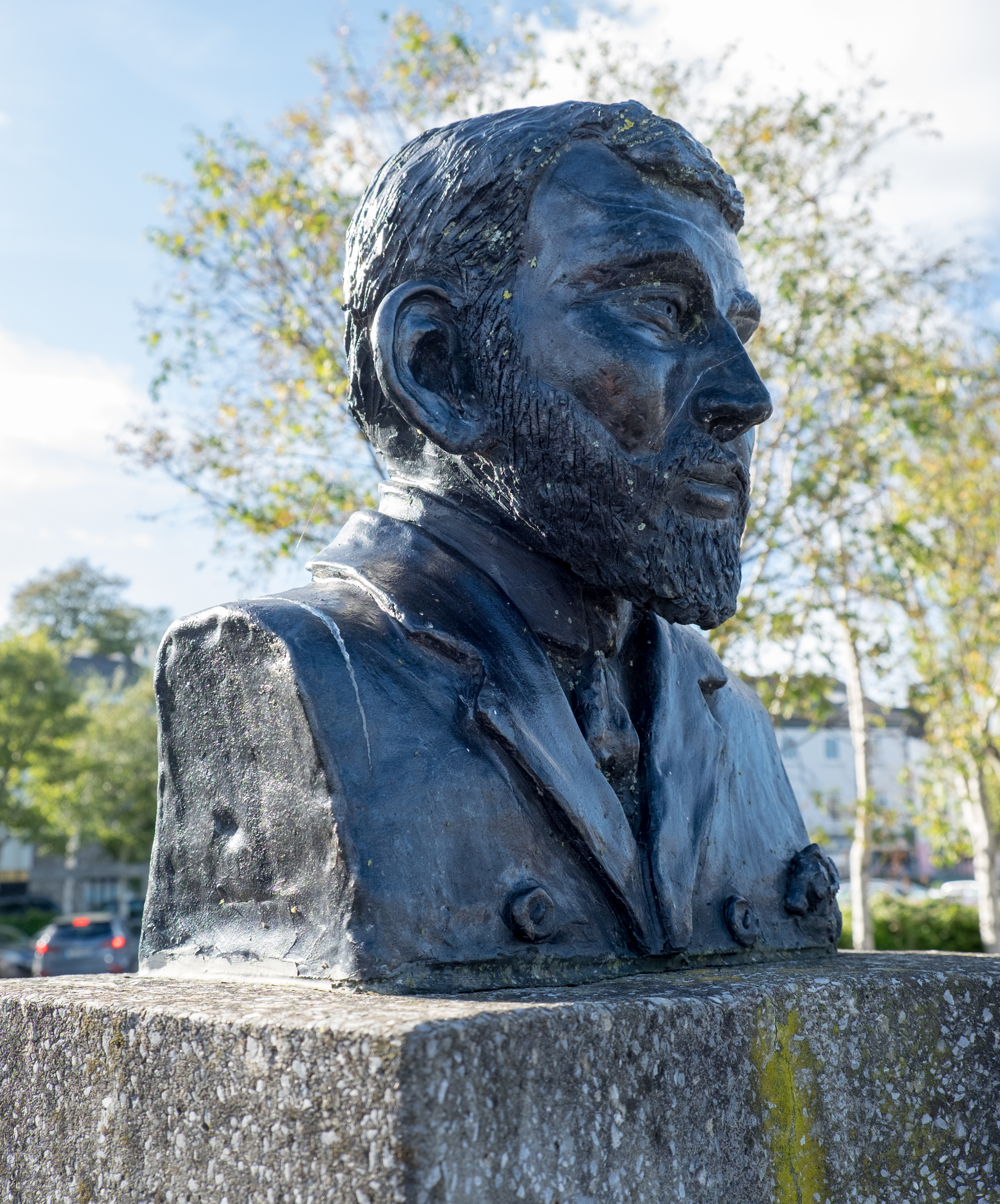
Büste von Timothy McCarthy in Kinsale

Timothy F. McCarthy (* 15. Juli 1888 in Lower Cove bei Kinsale; † 16. März 1917 im Ärmelkanal) war ein irischer Seemann, der an der Endurance-Expedition (1914–1917) des britischen Polarforschers Ernest Shackleton in die Antarktis teilnahm.

## Leben
McCarthy war der Sohn von John und Mary McCarthy. Sein Bruder Mortimer (1882–1967) gehörte zur Besatzung der Terra Nova bei der Terra-Nova-Expedition (1911–1913) des britischen Polarforschers Robert Falcon Scott. Timothy McCarthy ging zur Royal Navy und wurde 1914 Matrose an Bord der Endurance bei Shackletons zweiter eigener Antarktisexpedition. Er gehörte im Frühjahr 1916 zur sechsköpfigen Mannschaft, welche die waghalsige Fahrt mit dem Beiboot James Caird von Elephant Island nach Südgeorgien unternahm. Für seine Verdienste bei der Expedition wurde er mit der bronzenen Ausführung der Polar Medal geehrt. Drei Wochen nach der Rückkehr von der Antarktisreise starb McCarthy im Ersten Weltkrieg während seines ersten Einsatzes in seinem Geschützstand an Bord der SS Narragansett auf der Fahrt von New York nach London, nachdem diese durch einen Torpedo des deutschen U-Boots U 44 unweit der Scilly-Inseln getroffen worden war. McCarthy ist seit 1958 Namensgeber von McCarthy Island, einer Insel in der King Haakon Bay von Südgeorgien. Im Jahr 2000 wurde für ihn und seinen Bruder Mortimer ein Denkmal im irischen Kinsale errichtet.